# Histoire de la Grande Maison
 (mars 2025).
- Si vous ne connaissez pas le sujet, laissez ce bandeau (vous pouvez alors contacter les auteurs).
- Si vous supprimez le contenu mis en cause (vous pouvez préalablement contacter les auteurs),

argumentez précisément cette suppression dans la page de discussion
(un manque de référence n'est pas un argument ; une recherche réelle de référence doit avoir été effectuée, être formellement documentée).
Histoire de la Grande Maison est un roman de l’écrivain libanais de langue française Charif Majdalani, publié en 2005 aux éditions du Seuil. Il raconte, dans le Liban des 1880 à 1930, la fondation d’une maison et d’un domaine accompagné de l’ascension puis de la ruine de Wakim Nassar puis l’histoire de ses fils qui se maintiennent sur leurs terres avant d’être contraints à l’émigration.

## Résumé
Dans les années 1880, Wakim Nassar, fils ruiné d’un notable chrétien orthodoxe de Beyrouth fuit sa ville natale pour des raisons sur lesquelles les traditions et les légendes sont nombreuses et contradictoires. Il se réfugie à un kilomètre ou deux de son quartier natal, dans le village de fermiers de Ayn Chir où, après de vaines tentatives pour rentrer chez lui, il entreprend de planter extensivement des orangers sur une terre acquise auprès des communautés villageoises et après des combats contre les bédouins. La culture extensive de l’oranger est un fait nouveau au Liban, où domine encore la culture du mûrier et l’élevage du vers à soie. Les doutes et le scepticisme n’y font rien, Wakim Nassar s’obstine à développer ses plantations. Le succès arrivant, il s’ensuit la construction, aux péripéties diverses, d’une première maison puis d’une plus grande qui deviendra progressivement le lieu à partir duquel Wakim Nassar fonde sa puissance politique. Mais cette dernière, ne s’accomplit qu’à l’issu d’une lutte avec les autres chefs de familles du clan Nassar. Wakim Nassar, qui a entretemps fondé une grande famille par son mariage avec Hélène, une jeune Maronite qu’il a enlevé à son père dans la Montagne, devient une figure importante de la vie politique et mondaine du Liban de la fin de l’Empire Ottoman. La tradition familiale des Nassar, à partir de quoi est construit le roman, attribue à Wakim l’invention de la clémentine à ce moment. Il se lie aussi d’amitié avec le Français Hercule Morel, qui fonde non loin de Ayn Chir une immense plantation d’Eucalyptus, arbre qu’il est le premier à introduire en Orient. Durant la première guerre mondiale, et fort de sa position, Wakim Nassar parvient à sauver et à cacher des réfractaires de l’armée ottomane, ce qui finit par lui valoir d’être arrêté et déporté avec sa femme et ses enfants mâles en Anatolie. De retour de cet exil à la fin de la guerre et au début du Mandat français, Wakim Nassar retrouve sa position sociale, mais son domaine est en piteux état. Il ne parvient pas à le redresser et meurt d’un mal qu’il avait atteint durant l’exil. Ses enfants tentent de poursuivre son travail de restauration avec l’aide leur mère. Mais ils se transforment eu à peu en simples hobereaux, perdant la position gagnée par leur père. La ruine s’accomplit à la suite des frasques de l’un des fils de Wakim, ce qui pousse les membres de la famille à partir l’un après l’autre pour l’émigration, en Amérique et en Egypte.

## Thèmes principaux
Histoire de la grande maison raconte l’itinéraires social et politique d’un homme dans le Liban entre la période ottomane et le mandat français. Majdalani y décrit le processus de transformation d’une société, et notamment son passage d’une période historique à l’autre, avec les changements que cela produit à tous les niveaux de la vie des individus et des communautés. Le roman mêle aussi en permanence la grande histoire et la vie quotidienne sur un domaine, dans une maison et au sein d’une famille, avec son entourage (amis, clientèle politique, alliés et associés). Le roman peut apparaître aussi comme une histoire sociale du Liban moderne à ses origines, à travers notamment les transformations de ses paysages, par le passage de la culture du mûrier à celle de l’oranger et l’apparition de l’eucalyptus. Pour la critique, le roman mêle « récit de filiation » et saga familiale, et joue avec tous les ressorts de l'écriture épique,.

## Construction du roman
La grande originalité de Histoire de la Grande Maison est sa construction. Le récit, inspiré de la vie du grand père paternel de l’auteur, est raconté par un narrateur qui tente de démêler les diverses et innombrables versions de l’histoire de son aïeul Wakim Nassar. Il utilise pour cela les témoignages, les légendes restées vivaces, convoque lettres et photos pour reconstituer la saga familiale, dans une sorte d’archéologie filiale. Le plus remarquable est le procédé par lequel le récit hésite sur diverses versions d’un même événement, les expose, en élit la plus vraisemblable ou parfois la plus romanesque pour faire progresser l’histoire. Dans ses entretiens, Charif Majdalani explique qu’il a voulu de cette manière « raconter une histoire familiale et la manière avec laquelle se construit une histoire familiale » qui devient un ensemble de légendes et parfois de mythes.

## Réception
Histoire de la grande maison a reçu un très bel accueil de la part des critiques et des lecteurs. Il a été dans le top 40 des meilleures ventes de la rentrée de 2005[réf. souhaitée]. Il a été choisi par l’hebdomadaire Les Inrockuptibles parmi les 10 meilleurs romans de cette même rentrée et a été sélectionné pour les prix Renaudot, Médicis, Femina et Wepler. Le roman a été traduit en anglais, en allemand, en italien, en grec et en arabe.
Selon Les Inrockuptibles, « Histoire de la grande maison se lit de la même manière que se regardent les films de Douglas Sirk ou les meilleures saisons de Dallas, avec un œil avide de dramaturgie rebondissante et de coups bas incessants. En ce sens, l‘avant dernier chapitre est une perle de mise en scène machiavélique, On y nage en plein soap-opéra baroque et flamboyant, dans lequel les personnages sont enchaînés les uns aux autres, à l’aveuglette, incapables de percevoir les gouffres dans lesquels ils se précipitent les uns les autres. Majdalani rend bien compte de cet état de chose grâce à ses choix d’écriture. Ces manières d’écrire nous embarquent dans le flux de l’écriture, d’une manière quasi hypnotique».
Pour Le Monde, « Dans ce premier roman, anecdotes, légendes et fables tissent un Liban plus réel que le réel. L’auteur fait défiler sous nos yeux un Liban palpable, avec ses seigneurs, ses paysans, sa soldatesque, ses bannis et ses pendus». Pour le Matricule des anges, il s’agit d’un « très beau roman, tout en tension et détente, élans et pauses que rythment les déchirements entre communautés, ou membres du clan, entre légende et réalité, entre ici et là-bas. Mais un roman, surtout, qui comme la Grande Maison, accueille tous ceux qui viennent comme tout ce qui advient, le malheur comme la beauté du monde, le don comme le deuil».
Pour L'Humanité, « Charif Majdalani intègre en une composition unique la grande Histoire et celle de son héros. Ce roman profus et chaleureux, qui jongle magnifiquement avec les histoires restitue comme en relief, un monde disparu». Pour Lire, « dans un style éblouissant, l’auteur livre une subtile réflexion sur l’impossibilité de connaître totalement le passé : en cherchant à restituer la vérité sur nos ancêtres, nous sommes toujours réduits à établir des liens entre des probabilités. A produire de la fiction. Et à imaginer des romans».
La presse internationale a également rendu compte du livre. Pour le New York Times, « Majdalani, dans la traduction de Ruth Diver, offre un vrai plaisir de lecture, déployant lyrisme et images inattendues et poignantes». Pour le Frankfurter Allgemeine Zeitung, « De Thomas Mann à Claude Simon, les écrivains conçoivent les maisons comme un reflet des habitants, leurs salons bourgeois et leurs chambres secrètes symbolisent les changements intérieurs de l’âme des résidents et transmettent les souvenirs à travers les générations. Et lorsqu’une catastrophe se produit, il arrive souvent que le monde s’effondre avec la maison. L’auteur de Histoire de la Grande Maison connaît ce riche héritage littéraire. Il ose le réutiliser et y réussit avec bonheur». Pour La Repubblica, « le roman mêle l’épique et le réalisme magique, mais c’est aussi un exemple de méta-récit, une archéologie de la narration où l’auteur révèle les mécanismes de la reconstruction, du vraisemblable, de l’invention».